# Bagle
Bagle是一種電腦蠕蟲病毒，會感染Windows系統。首隻Bagle病毒（Bagle.A）的傳播速度不高，但其後出現的變種則比A型的狠得多。
Bagle是靠電郵方式傳播，當使用者下載並執行附件後，病毒會複製到Windows的系統資料夾，並會開啟指定的TCP port作為後門。
此外，Bagle會刪除Netsky的病毒檔案，並隱藏著針對Netsky的字句。例如在Bagle.J病毒中有以下的
- "Hey, NetSky, fuck off you bitch, don't ruine our business, wanna start a war?"

## 外部連結
- 趨勢科技 Bagle.A（页面存档备份，存于）
- 趨勢科技 Bagle.B（页面存档备份，存于）
- HKCERT Bagle.D 至 Bagle.AQ
- HKCERT Bagle.AT
- HKCERT Bagle.AZ